# Baccharis halimifolia
Baccharis halimifolia, o chilca, chilca de hoja de orzaga o carqueja, es una planta perteneciente a la familia Asteraceae. Originaria de Norteamérica.

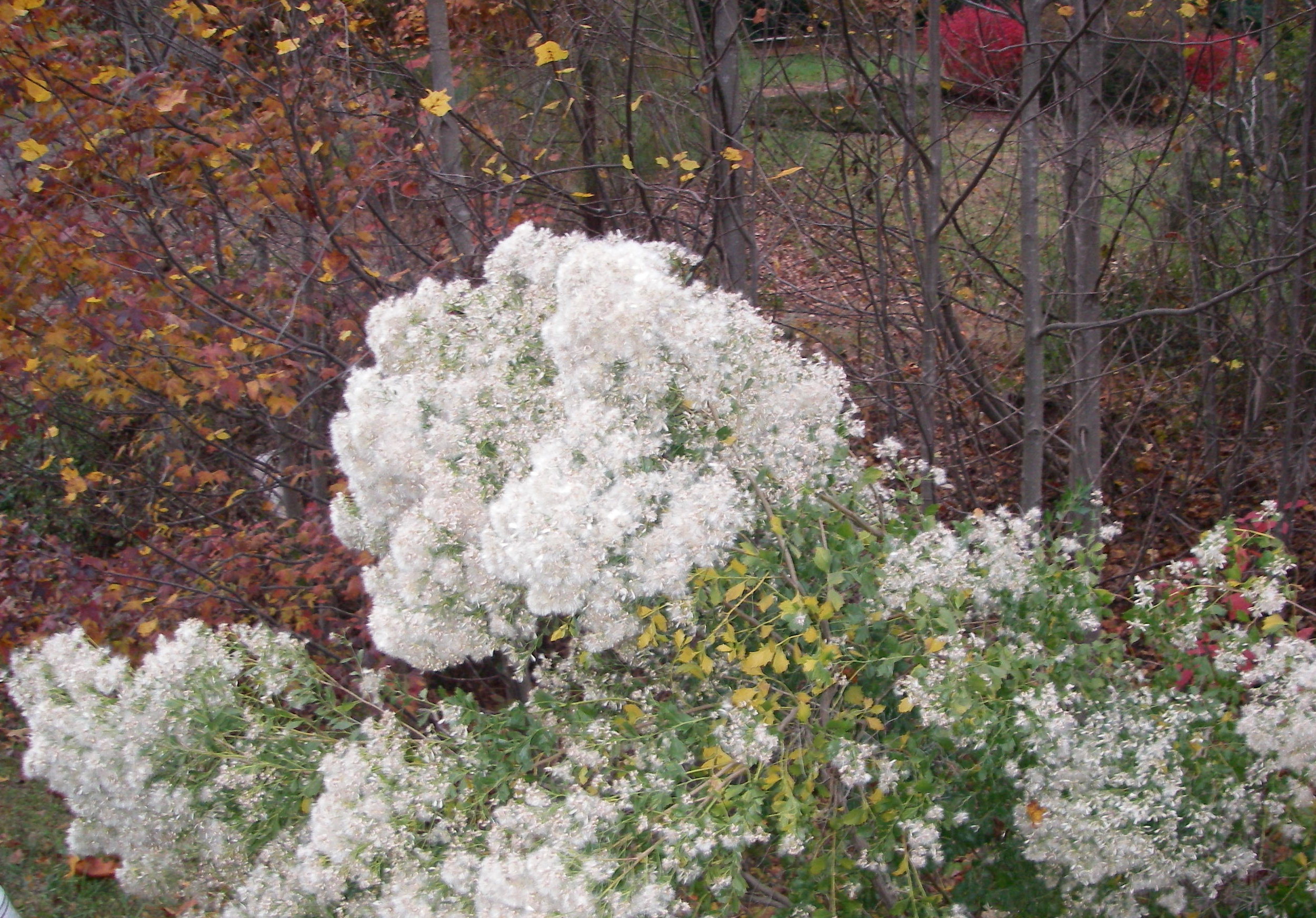
Planta en flor

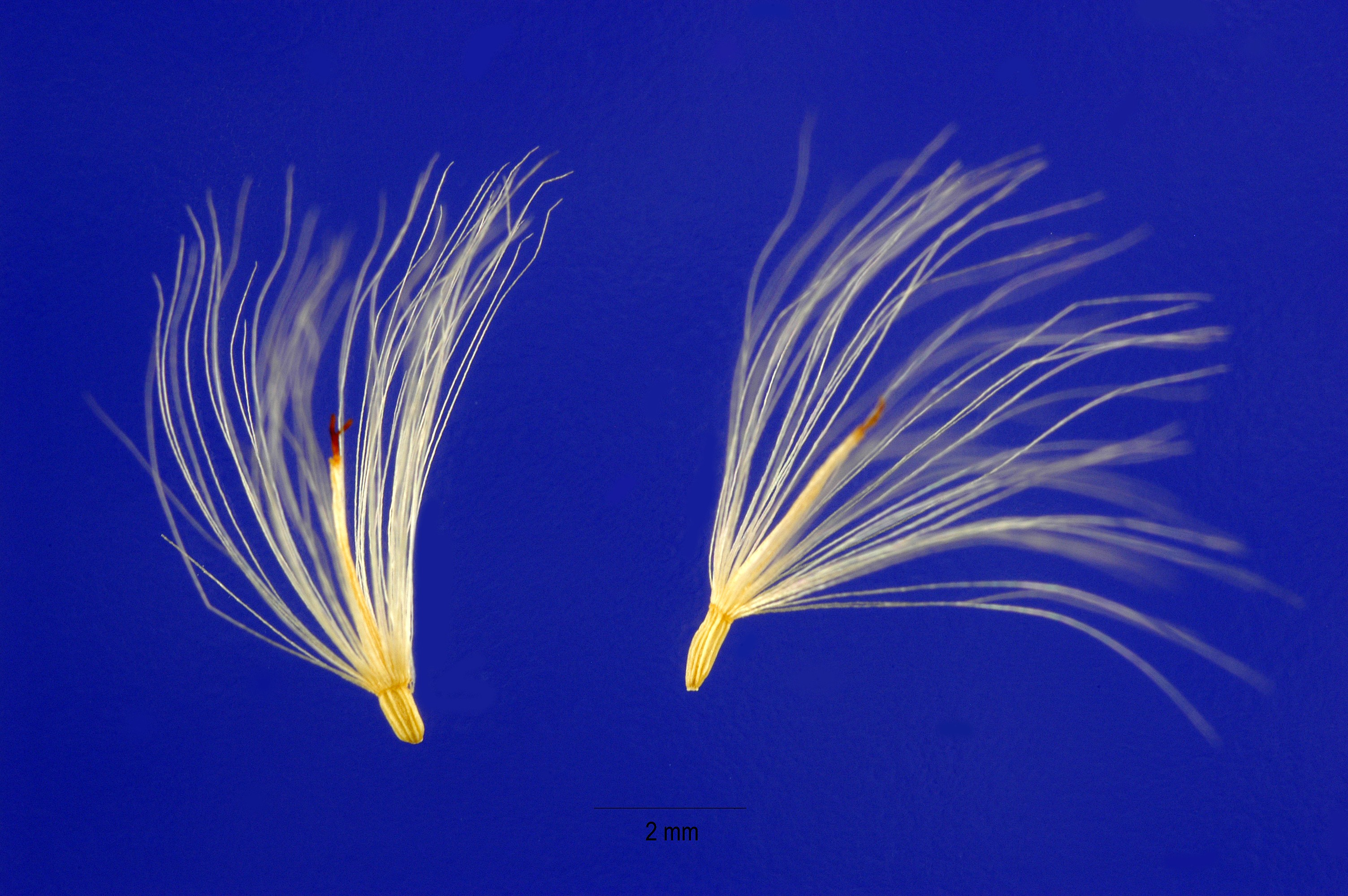
Cipselas.

## Descripción
Arbustos o arbolitos que miden de 1-3 m de altura, y ocasionalmente hasta 6 m, con ramas erectas/ascendentes glabras. Hojas cortamente pecioladas o sésiles, elíptica/obovadas, esencialmente caulinares de 3-5 cm por 1-3 cm, espesas y firmes, glabras, glandulosas y resinosas y de bordes prácticamente enteros. Capítulos en grupos de 3-4 organizados en panículas. Flores masculinas (25-30) y femeninas (20-30) diminutas (3-5 mm). Brácteas involucrales ovadas/lanceoladas de 1-4 mm con el margen escarioso. Cipselas de 1-2 mm, con 8-10 nervios y un vilano centimétrico plumoso.
Florece de agosto hasta noviembre.

## Distribución  y hábitat
Se distribuye por México y los Estados Unidos en Texas Y Florida. Introducido en unos pocos países de Europa (Francia, España e Inglaterra) y en Australia.
Sitios arenosos abiertos, campos húmedos, barbechos, marismas, playas, sitios removidos y bordes de caminos. De 0 a 100 m de altitud.

## Cultivo
Se propaga por esqueje en todas las estaciones, también por semilla fresca (germina en 7-15 días). Se trasplanta fácilmente en cualquier suelo, neutro o alcalino (pH 7-8,5), arenoso o árido, incluso con poco drenaje. Mejor al sol o entre sol y sombra. Dejar distancia entre plantas de 1,5-3 m. No le afecta la helada intensa ni la falta de agua, tampoco los suelos encharcados, resiste salpicaduras salobres y suelos salinos. De crecimiento rápido, las raíces son muy desarrolladas lateralmente. Después de la floración y caída de las hojas, hacer una poda intensa.

## Propiedades
Indicaciones: En México y Estados Unidos es un remedio popular para patologías respiratorias.
Otros usos: Es melífera. Se usa como barreras en zonas litorales.

## Especie invasora en España
Presente en Asturias, Cantabria, País Vasco y, puntualmente, en la Isla de Menorca.
Debido a su potencial colonizador y constituir una amenaza grave para las especies autóctonas, los hábitats o los ecosistemas, esta especie ha sido incluida en el Catálogo Español de Especies Exóticas Invasoras, regulado por el Real Decreto 630/2013, de 2 de agosto, estando prohibida en España su introducción en el medio natural, posesión, transporte, tráfico y comercio.

### Manejo y gestión
Una vez localizada la planta lo importante es evitar que se reproduzca. Para ello se puede cortar la parte aérea antes de salgan las flores, que salen en los meses de verano.
Los métodos más eficaces para la eliminación de esta planta son el tratamiento selectivo con herbicida, el arranque manual de plantas de menos de 50cm y la inundación permanente con agua salada de la zona invadida.

## Taxonomía
Baccharis halimifolia  fue descrita por Carlos Linneo y publicado en Species Plantarum 2: 860–861. 1753.
Etimología
Baccharis: nombre genérico que proviene del griego Bakkaris dado en honor de Baco, dios del vino, para una planta con una raíz fragante y reciclado por Linnaeus, pues Macrobius empleo el nombre en la Saturnales (3, 16, 1) refiriéndose probablemente a otra planta.
halimifolia: epíteto que se refiere a las hojas que se parecen a las del género Halimium.   
Sinonimia
- Baccharis axillaris Mart. ex Baker
- Baccharis halimifolia var. angustior DC.
- Conyza halimifolia Desf.[7]